# بن وعصام
بِنْ وعصام (بالإنجليزية: Ben & Izzy) هو مسلسل رسوم متحركة ثلاثي الأبعاد، تم إنتاجه في شركة روبيكون الأردنية «الشركة الأردنية للتطوير والتدريب». تدور أحداثه حول محور أساسي المتمثل بالعلوم والعلماء العرب منهم والغرب. وتتلخص قصته بين فتى عربي (أردني) يدعى «عصام» تربطه الصداقة بفتى غربي (أمركي) يدعى «بن». نتجت هذه الصداقة من خلال روابط عمل بين جد كل منهما.
ثلاثة عشر حلقة من هذا المسلسل كانت بوابة دخول في جوف التاريخ وتبين اكنشافات واختراعات عربية وغربية ومعلومات شيقة ومفيدة بأسلوب سيطرت عليه روح المغامرة والتشويق.

## الشخصيات
- بن: الفتى الأمركي يبلغ من العمر 11 سنة والذي تعرف على عصام من خلال عمل جديهما
- عصام: أردني يبلغ من العمر 11 سنة تمكن من التعرف على بن. وبهذا الشكل أصبحا أعز الأصدقاء
- الجنية ياسمين: لها قدرات عجيبة تمكنها هي وصاحباها من السفر عبر الزمن
- بروفيسور جاك مارتن: جد بن وعالم الآثار القديمة
- بروفيسور عمر عزيز: جد عصام وهو عالم ورجل سلكي
- ويلز: اسمه كامل هو كلاتش فورد ويلز مليونير جشع لا يسعى سوى للكسب المادي وبيع الآثار الثمينة في المزاد
- روكسان: مساعدة ويلز

## قائمة الحلقات

### الموسم الأول
(2010)
| #  | العنوان                              |
| -- | ------------------------------------ |
| 1  | الأبرياء في الخارج والمتاعب في الساق |
| 2  | كنز مظلمة                            |
| 3  | في الطريق الانسجام                   |
| 4  | رحلة الطيران                         |
| 5  | الإبحار، الإبحار                     |
| 6  | نجوم في العيون                       |
| 9  | سجادة من الحرب                       |
| 10 | تحقق، تتوافق                         |
| 11 | سهل كألف باء تاء                     |
| 12 | ما الأمر دكتور؟                      |
| 13 | لؤلؤة الحياة                         |

## وصلات خارجية
- بن وعصام على موقع IMDb (الإنجليزية)
- بن وعصام على موقع كينوبويسك (الروسية)
- الموقع الرسمي (بالإنجليزية)
- موقع شركة روبيكون (بالإنجليزية)